# Šerif Konjević
Šerif Konjević (Sanica, 12. svibnja 1958.) je bosanskohercegovački pjevač.

## Biografija
Karijera Šerifa Konjevića počinje sredinom 1970-ih. Zahvaljujući u to vrijeme jako poznatom harmonikašu i pjevaču Ljubi Kešelju u Sarajevu se upoznaje s Nazifom Gljivom. 
Kao osamnaestogodišnjak snima svoje prve singlice "Đul Zulejha" i "O suze moje" 1975. godine. Godine 1982. dolazi do suradnje s Novicom Uroševićem na albumu "Bijela vjenčanica". Taj album nadilazi sve do tada rekordne naklade (prodan je u nakladi od 825.000 primjeraka). Šerif nakon toga postaje jedno od najpoznatijih imena tadašnje estradne scene. 
Njegova suradnja s Uroševićem se nastavlja i na sljedeća dva albuma "Kunem se u brata svoga" i "Naći ću je po mirisu kose".  
Godine 1985. Šerif se upoznaje s Miodragom Ilićem Basom i uz hitove Nazifa Gljive i Miodraga Ilića Basa snima album s Južnim Vetrom "Potraži me". Međutim zbog nesuglasica s Miodragom Ilićem Basom, nakon samo jednog albuma koji je izašao na proljeće 1985. godine s nakladom od 500.000 primjeraka, napušta "Južni Vetar" i iste godine pod palicom Nazifa Gljive snima album "Hej kafano ostavljam te" i u jednoj godini ima dva albuma rasprodana u nakladama od preko 550.000 primjeraka. 
Šerif već u sljedećoj 1986. godini snima album "Bez tebe ja živjet neću" (560.000 prodanih primjeraka). Na ovom albumu se pored Nazifa Gljive pojavljuju kao autori pjesama Šaban Šaulić ("A onda mi pričajte o njoj") i Haris Džinović ("Pusti me već jednom"). Suradnja s Nazifom Gljivom traje sve do početka rata u Bosni i Hercegovini. 
Pjesma "Neko čudno vrijeme" koja je postala hit svojim izlaskom 1991. godine kao da je slutila zlo koje će početi ubrzo da se dešava. Početak agresije na BiH dočekuje u Sarajevu. Godine 1993. uspijeva se izvuči iz opkoljenog Sarajeva i odlazi u zapadnu Europu. Tamo se priključuje humanitarnom pokretu BiH estrade za pomoć Bosni i Hercegovini. Održao je nekoliko stotina humanitarnih koncerata za BiH. Za vrijeme rata izdaje album "Alipašin izvor" na kojem se nalazi patriotska pjesma "Vukovi" i pjesma posvećena njegovom bratu Mehmedu Konjeviću kojeg su srpske paravojne jedinice ubile početkom agresije na Republiku Bosnu i Hercegovinu. Pjesma nosi naziv "Mom bratu rahmetli". Nakon toga su se redali albumi izdani u produkcijama: Intakt, Lazarević i Gold.
Godine 2002. izlazi novi album pod nazivom "Kasno će biti kasnije" u produkciji "Gold Audio i Video". U tom albumu najviše se ističu pjesme "Koliko, plavo nebo je" i "Kasno će biti kasnije".
Novi album izlazi 2004. godine pod nazivom "Mogu dalje sam" u produkciji "VIP-a". U tom albumu, u pjesmi "Ove godine"  radio je duet sa Donnom Ares.

## Diskografija
Albumi prema službenim stranicama:
- 1981. - Vrati se pod stari krov
- 1982. - Bela venčanica
- 1983. - Kunem se u brata svoga
- 1984. - Naći ću je po mirisu kose
- 1985. - Hej kafano ostavljam te
- 1985. - Potraži me
- 1986. - Bez tebe ja zivjet neću
- 1987. - Lani je bio mraz
- 1988. - Zbog tebe sam vino pio
- 1989. - No8
- 1989. - Nikad u proljeće
- 1991. - Neko čudno vrijeme
- 1993. - Tesko je zivjeti bez tebe
- 1996. - Vjenčanica
- 1997. - Ti si tu iz navike
- 1999. - Znam da idem dalje
- 2001. - Da se opet rodim
- 2002. - Kasno će biti kasnije
- 2004. - Mogu dalje sam
- 2006. - Znakovi
- 2009. - Nek' mi oproste
- 2011. - Ljubavi

## Vanjske poveznice
- Službena stranica